# PBH Club
PBH Club ist eine siebenköpfige österreichische Skaband aus Wien.

## Geschichte
Die Band wurde im Jahr 2001 in Wien gegründet. Seit Ende 2004 besteht die Band in ihrer jetzigen Form und absolvierte zahlreiche Konzerte als Liveband.
Einem breiteren Publikum bekannt wurden die Musiker durch den Song Mehr Meer, mit dem sie im April 2007 die dritte Ausgabe des Ö3 Soundcheck, einem Bandwettbewerb des österreichischen Radiosenders Ö3, gewannen.
Die zweite Single namens A Message to You Rudy, ein Cover des Klassikers von Dandy Livingstone, wurde Ende August 2007 veröffentlicht und ist außerdem auf dem Album 45 Minutes of Urlaub, das am 28. September 2007 veröffentlicht wurde, zu finden.
Die Texte sind zum Teil deutsch und zum Teil englisch.
Im Juni 2012 ist der neueste Langspieler mit dem Titel TANZBAR! erschienen, auf welchem ausschließlich Nummern mit deutschen Texten zu hören sind. Der Titel Hallo wird von Ö3 als neue Single präsentiert.

## Kontroverse
Am 15. Februar 2012 wurde die Band vom Nachrichtenmagazin News im Rahmen von Berichten über ÖVP-Verwicklungen in der Telekom-Affäre genannt. Der Band, der der Sohn von Franz Morak angehört, sollte aus dem Fuhrpark der Telekom ein Tourbus zur Verfügung gestellt werden. Die Band weist die Vorwürfe zurück; man habe mit eigenem Geld einen gebrauchten Tourbus gekauft.

## Diskografie

### Alben
- Summer Sunset (2004, piped music)
- PBH Club (2005, piped music)
- Audio Transmitted Holiday (2006, Remedy Records)
- 45 minutes of Urlaub (2007, Sony BMG)
- TANZBAR! (2012, piped music)

### Singles
- Mehr Meer (2007)
- A Message to You Rudy (2007, E-Single)
- Die Besten 08 (E-Single zur Fußball-Europameisterschaft 2008)
- Urlaub (2010, E-Single)
- Run deines Lebens (E-Single zum Vienna Night Run 2010)